# Överkalix (plaats)
Överkalix (Fins: Ylikainus of Ylikainuu) is een dorp en bestuurscentrum binnen de Zweedse gemeente Överkalix.

## Historie
Het dorp kreeg de naam Överkalix toen het in 1644 tot een verdeling kwam binnen de kerkgemeente Kalix. Om onderscheid te maken met Kalix zelf werd de naam Bovenkalix. Als kerkgemeente wordt Kalix nog Nederkalix genoemd. De naam kalix komt van het Samisch Kales / Kalas hetgeen koud betekent.

## Ligging
Överkalix is een geheel ingesloten dorp en kan derhalve niet meer groeien. In het oosten, noorden en westen wordt het ingesloten door de Kalixälven, die hier een S-bocht maakt. Överkalix ligt in een van de bochten als een soort landtong. In het zuiden wordt het ingesloten door de hellingen van de heuvels Brännaberget en Grelsbyberget, en het dorp Grelsbyn en een meer Hansavan.
De omgeving is zeer waterrijk. Ten westen van het dorp ligt het Djupträsket, iets verder het Stor-Grundträsket en het Lill-Grundträsket (zuid). De rivier de Ängesån stroomt hier de Kalixrivier in. Door haar ingesloten ligging is Överkalix niet rechtstreeks aangesloten op het verkeersnet van Zweden. Er zijn maar twee mogelijkheden het dorp met de auto te bereiken, nl. via een doorlopende weg vanuit Tallvik naar Svartbyn.

## Verkeer en vervoer
De Europese weg 10 ligt aan de overkant van de rivier en is alleen via de genoemde weg te bereiken. Tevens lopen er de Riksväg 98 en Länsväg 392.
Bestuurscentrum: Överkalix (tätort)
Tätort: Vännäsberget · Svartbyn · Tallvik
Småort: Alsån · Boheden · Gyljen · Hedensbyn · Jockfall · Lansjärv · Norra Tallvik · Nybyn
Overig: Grelsbyn · Kälvudden · Lomträsk · Räktjärv · Rödupp